# سوزان نوري
سوزان نوري (بالإنجليزية: Susan Norrie)‏ هي رسامة أسترالية، ولدت في 1953.